# Copelatus cinnamomeus
Copelatus cinnamomeus är en skalbaggsart som beskrevs av Régimbart 1895. Copelatus cinnamomeus ingår i släktet Copelatus och familjen dykare. Inga underarter finns listade i Catalogue of Life.